# Tadhg Kelly
Tadhg Kelly (3 de outubro de 1988, Chicago, Illinois, EUA) é ator e interpreta o personagem Ben Singer na série televisiva Unfabulous (no Brasil, Normal demais), exibida no canal Nickelodeon.

## Filmografia
- 2004: Unfabulous (no Brasil, Normal Demais) como Ben Singer